# Dampfbäckerei Velbert
Die Dampfbäckerei Velbert ist ein historisches Industriegebäudeensemble in der niederbergischen Stadt Velbert im Kreis Mettmann. Es wurde Anfang des 20. Jahrhunderts als genossenschaftliche Großbäckerei errichtet, von denen das ehemalige Hauptgebäude und das angrenzende Lagergebäude unter Denkmalschutz stehen.

## Geschichte
Die Dampfbäckerei Velbert wurde zwischen 1909 und 1911 von der Velberter Konsumgenossenschaft Haushalt erbaut, um die wachsende Nachfrage nach Backwaren in Velbert und den umliegenden Gemeinden zu bedienen. Die Bäckerei nutzte bereits ein industrielles Backverfahren: In einem Dampfbackofen wurde heißer Wasserdampf über die Teigwaren geleitet, wodurch die Massenproduktion ermöglicht wurde. Die Organisation der Bäckerei folgte genossenschaftlichen Prinzipien. Ziel war es, die Velberter Industriearbeiter mit guten und günstigen Lebensmitteln zu versorgen und sie so von der Abhängigkeit von Fabrikanten und Handelsunternehmen zu befreien.
Wirtschaftlich war die Entwicklung der Dampfbäckerei durch zahlreiche Krisen geprägt, etwa durch den Ersten Weltkrieg, die Hyperinflation, die Besetzung des Rheinlandes und den Börsencrash von 1929. 1923/1924 konnte eine drohende Insolvenz nur durch eine Übernahme durch die Wuppertaler Genossenschaft Vorwärts-Befreiung abgewendet werden. Nach der Machtergreifung der Nationalsozialisten 1933 wurde die Genossenschaft aufgelöst und das Gebäude zeitweise von der SA als Gefängnis genutzt. 1936 übernahm das Bergisch-Märkische Eisenwerk das Gelände und nutzte es fortan industriell, unter anderem auch für Rüstungszwecke im Zweiten Weltkrieg.
Nach dem Niedergang der Gießereiindustrie und veränderten Produktionsbedingungen verfiel das Gebäudeensemble. Am 23. Oktober 1989 wurde es in die Velberter Denkmalliste eingetragen. Ab 2005 wurde das Areal von der Firma VVM saniert und einer neuen Nutzung zugeführt. Das Lagergebäude fungiert seit 2006 als Restaurant, Bürogebäude und Veranstaltungsstätte. Das Hauptgebäude wird nach Abschluss der Sanierungsarbeiten im Jahr 2011 als Bürogebäude durch die Stadt Velbert genutzt. 2015/2016 folgten weitere Sanierungen, u. a. des Hochkellers.

## Architektur

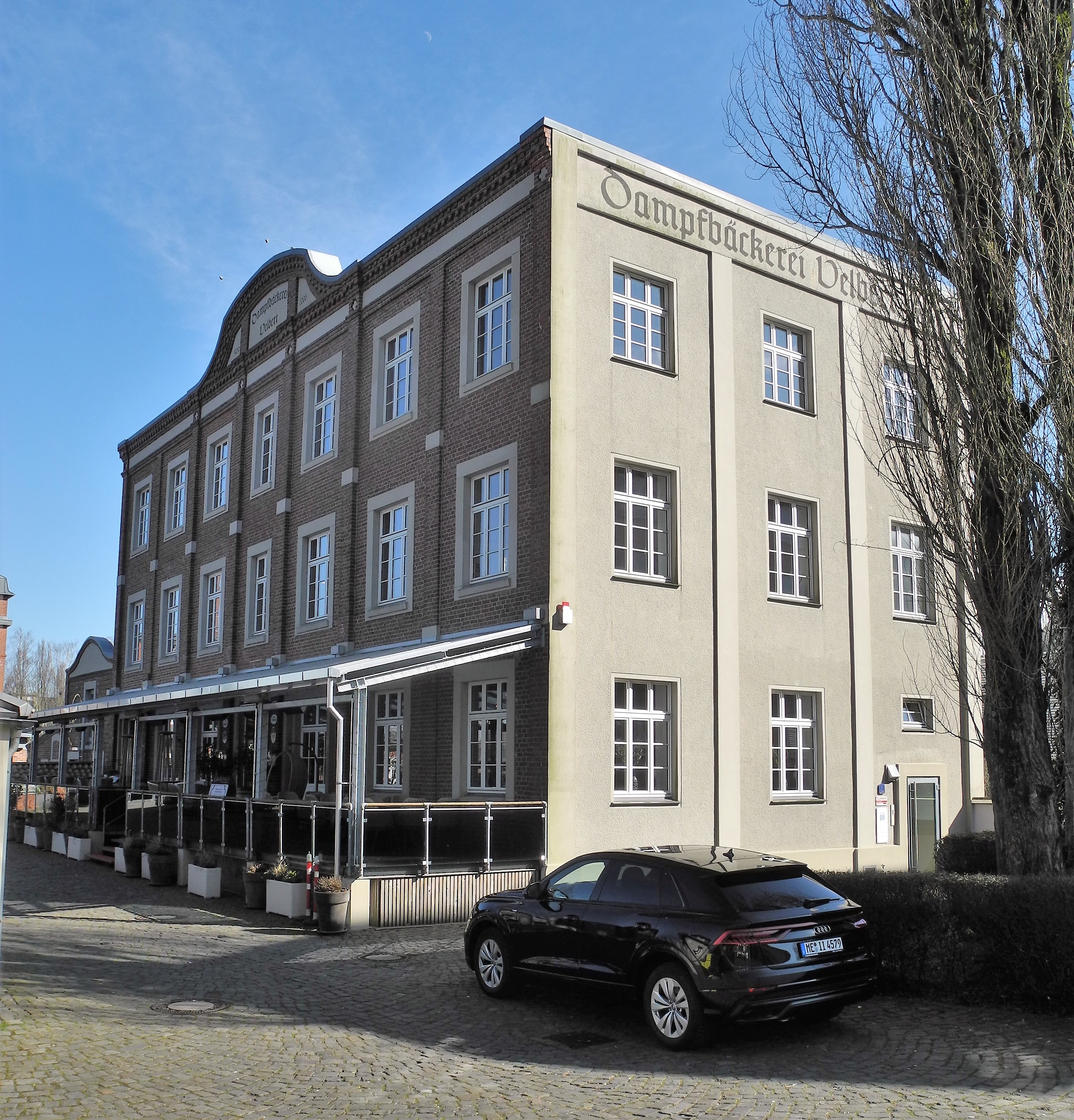
Lagergebäude von 1909 (2022)

Das denkmalgeschützte Ensemble gruppiert sich um einen geschlossenen Innenhof an der Friedrichstraße im Stadtbezirk Velbert-Mitte. Es besteht aus dem 1911 errichteten Hauptgebäude mit Schornstein und dem bereits 1909 erbauten Lagergebäude, das nach Plänen von Leberecht Paul Ehricht entstand. Das Hauptgebäude ist ein drei- bis viergeschossiger traufenständiger Ziegelbau, dessen Fassade neoklassizistisch durch Lisenen und ein Backsteingesims gegliedert sind. Der seitlich angeordnete Treppen- und Aufzugsturm verfügt über ein gestelztes, kupfergedecktes Zeltdach.
Das Lagergebäude befindet sich in giebelständiger Lage zur Straße. Es handelt sich um einen dreigeschossigen Ziegelbau, dessen Fassade mit flachen Lisenen im Stil des Neoklassizismus mit Jugendstilelementen gegliedert ist. Das Hauptgesims verfügt über ein Zahnschnittfries. Über dem Portal befindet sich ein geschweifter Blendgiebel mit dem Schriftzug Dampfbäckerei Velbert. Dieser Schriftzug befindet sich auch an der schlichten Putzfassade zur Straße hin.